# Cuerpo de Intervención de la Armada
El Cuerpo de Intervención de la Armada fue uno de los Cuerpos Patentados de la Armada Española hasta su desaparición en 1985, con motivo de la unificación de los Cuerpos de Intervención del Ejército de Tierra, de la Armada y del Ejército del Aire por la Ley 9/1985, de 10 de abril.

## Historia
Las funciones gestoras y fiscalizadoras propias de la administración económica estaban encomendadas en la Armada desde comienzos del siglo XVIII al Cuerpo de Ministerio, que posteriormente se denominó Cuerpo Administrativo, y más tarde, Cuerpo de Intendencia e Intervención. La necesaria independencia entre ambas funciones y la importancia de las mismas, motivaron que en 1931, por Decreto de dos de julio, se separasen, encomendando las primeras al Cuerpo de Intendencia de la Armada y las segundas al Cuerpo de Intervención Civil de Marina (originariamente se trató de un cuerpo de carácter civil). Por Ley de siete de diciembre de mil novecientos treinta y nueve, se le dio carácter militar y se creó el Cuerpo de Intervención de la Armada, convirtiéndose en el Cuerpo más moderno (en sentido militar) de la Armada. Entre sus funciones estaban las de intervenir y comprobar la inversión de los caudales públicos, comprobar las existencias de personal, caudales, artículos y efectos en las unidades, establecimientos, cajas y almacenes, asistir a las licitaciones que se celebrasen para la contratación de obras, gestión de servicios, suministros, arrendamientos, adquisición y enajenación de bienes, examinar, conformar o reparar las cuentas de los órganos de la Administración de la Armada, llevar la contabilidad presupuestaria que exija la función interventora y asesorar a los Mandos de la Armada en materia interventora y fiscal, cuando éstos lo requiriesen.
Entre sus funciones, también se encontraba la del ejercicio de la fe pública de la Armada, salvo en las unidades a flote, en las que desempeñaba tal cometido el Jefe u Oficial de Intendencia más caracterizado a bordo, o quien, en su defecto, desempeñase sus funciones. La primera promoción del Cuerpo ingresó en el año 1941.
| Antes                                             |
| Cuerpos de Intervención (antes de la unificación) |

| Actual                                              |
| Emblema del Cuerpo Militar de Intervención (actual) |

Por Ley 9/1985, de 10 de abril, se unificaron los Cuerpos de Intervención del Ejército de Tierra, de Intervención de la Armada y de Intervención del Ejército del Aire, constituyéndose el Cuerpo Militar de Intervención de la Defensa. El Cuerpo de Intervención de la Armada, desapareció tras una existencia de 46 años.

## Empleos
Estas eran las denominaciones de los Empleos del Cuerpo de Intervención de la Armada y sus equivalencias con el Cuerpo General de la Armada:
| Alférez-Alumno               | Alférez de Fragata |
| Teniente Interventor         | Alférez de Navío   |
| Capitán Interventor          | Teniente de Navío  |
| Comandante Interventor       | Capitán de Corbeta |
| Teniente Coronel Interventor | Capitán de Fragata |
| Coronel Interventor          | Capitán de Navío   |
| General Subinspector         | Contralmirante     |
| General Inspector            | Vicealmirante      |

## Divisas y Distintivos
El emblema del Cuerpo es un sol bordado en oro (el mismo que el del Cuerpo de Intendencia de la Armada, del que procede). Las divisas iban cosidas sobre fondo negro, en contraposición al fondo blanco de Intendencia. El sol es símbolo de unidad, abundancia y riqueza.
| Bandera de España |                    |         |              |            |         |          |         |  |  |  |  |  |  |  |  |  |  |  |
| Gral. Inspector   | Gral. Subinspector | Coronel | Tte. Coronel | Comandante | Capitán | Teniente | Alférez |  |  |  |  |  |  |  |  |  |  |  |

## Enlace a otros Cuerpos de la Armada
- Cuerpo General de la Armada
- Cuerpo de Ingenieros de la Armada
- Cuerpo de Infantería de Marina
- Cuerpo de Máquinas de la Armada
- Cuerpo de Intendencia de la Armada
- Cuerpo de Sanidad de la Armada
- Cuerpo Eclesiástico de la Armada
- Cuerpo Jurídico de la Armada